# Otto Ernst (Kanoniker)
Otto Ernst, auch Otto Ernesti de Emick (* in Einbeck; † 21. September 1495 ebenda), war ein deutscher Patrizier, Stiftskanoniker und Kirchenrechtler.

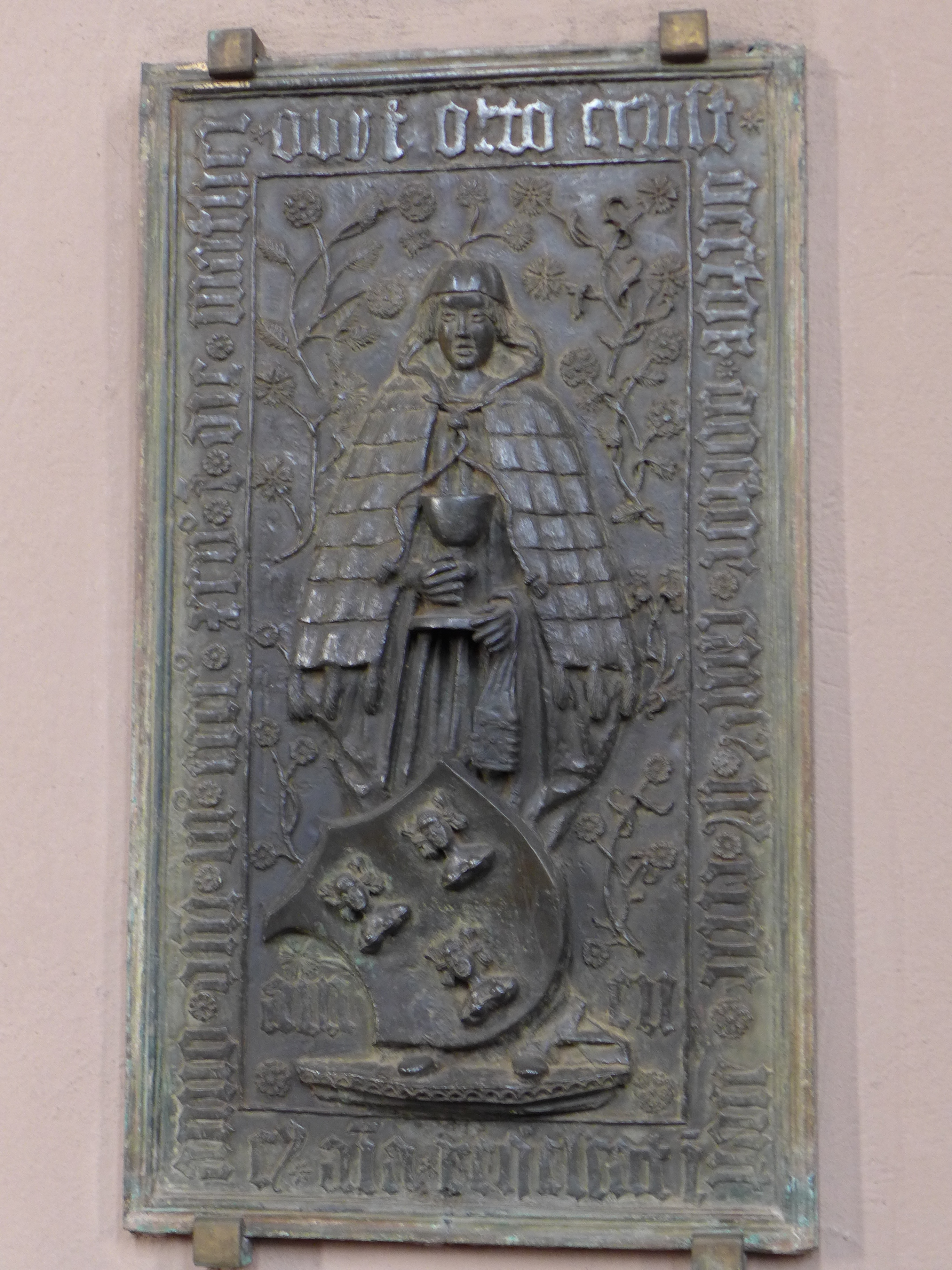
Otto Ernst, Epitaph Münsterkirche St. Alexandri in Einbeck (1495)

## Leben
Otto Ernst entstammte einer angesehenen Familie in Einbeck, das als Exklave zur Diözese Mainz gehörte. Er studierte ab 1458 an den Universitäten in Erfurt, ab 1463 in Köln und 1467 an den Universitäten Padua und Ferrara, wo er 1467 im Kirchenrecht zum Dr. decr. (decretalium = des Kanonischen Rechts) promoviert wurde. Ernst kam 1475 an die Universität Rostock und war dort ab Michaelis 1476 Rektor der Universität im Wintersemester 1476/1477.
1467 wurde er erstmals in Einbeck urkundlich als Stiftskanoniker des Kollegiatstifts St. Alexandri erwähnt. 1486 wurde er durch Herzog Heinrich I. von Braunschweig-Lüneburg mit einem Kanonikat und einer Präbende oder Vikarie am Braunschweiger Dom providiert. Um 1491 schlichtete er gemeinsam mit dem Einbecker Stiftsdekan Bertold Krabberod einen Streit zwischen der Stadt Göttingen und dem Benediktinerkloster Reinhausen. In der Münsterkirche St. Alexandri in Einbeck hat sich eine rechteckige Messingtafel im Stile einer Figurengrabplatte mit seinem Wappen erhalten, die mit ihren Abmessungen von 75 × 43 × 4 cm einmal Teil einer größeren Grabplatte gewesen sein könnte. Sie ist heute im Chor der Münsterkirche aufgestellt.